# Alain de la Rue
Alain de la Rue (mort le 4 juin 1424) est un ecclésiastique breton qui est successivement évêque de Léon de 1411 à 1419 et évêque de Saint-Brieuc de 1419 à sa mort.

## Biographie
Alain de la Rue en français, de Keraëret en breton, ou encore de Vico en latin, est chanoine du chapitre de Nantes,  docteur en droit ancien recteur de l'université d'Angers est recommandé au duc par le pape Benoît XIII, antipape de la lignée d'Avignon, le 8 janvier 1411. La même année le pontife lui accorde un indult pour conférer les canonicats. Il est présent au Concile de Constance où il préside même la « Nation française  ». Le 22 octobre 1415 il proteste au nom du duc et du clergé breton de la décision de supprimer les annates. Ancien conseiller ducal il nommé en 1418 nonce apostolique auprès du Dauphin Charles et en juin  référendaire de la chancellerie pontificale par Martin V lorsqu'il est promu  évêque de Saint-Brieuc le 18 septembre 1419 à la place du jeune Guillaume de Blois à qui le siège avait été promis. 
Il meurt le 4 juin 1424.